# Бажей
Бажей — деревня в Черемховском районе Иркутской области России. Входит в состав Нижнеиретского муниципального образования. Находится примерно в 34 км к юго-западу от районного центра.

## Происхождение названия
Населённый пункт назван в честь бурята Бажея Косомова — представителя бурятской буржуазии 1830-х—1850-х годов, старосты пятого хонгодоровского рода Аларского инородческого ведомства, первого крещёного бурята из родоначальников данного ведомства. До этого улус назывался Нуга (бур. нуга — луг). Бажей Косомов построил в улусе церковь, которая была освящена в 1841 году, а также миссионерский стан, школу и лечебницу.

## Население
| 2002 | 2010 | 2011 | 2012 |
| ---- | ---- | ---- | ---- |
| 218  | ↘189 | ↘188 | ↘187 |